# 7522-es mellékút (Magyarország)
A 7522-es számú mellékút egy bő huszonhárom kilométer hosszú, négy számjegyű országos közút Zala vármegyében. Szinte a teljes hosszában észak–déli irányban húzódó út, amely a Kis-Balaton nyugati szélén fekvő településeket kapcsolja össze egymással, illetve a térséget kelet-nyugati irányban keresztülszelő, fontosabb útvonalakkal.

## Nyomvonala
A 7511-es útból ágazik ki, kicsivel annak ötödik kilométere után, Galambok központjában, észak felé. Ady Endre utca nevet visel a település belterületén, amit nagyjából az 1+150 kilométerszelvénye táján hagy el, rögtön utána átlép Zalakaros területére. A második kilométere előtt Behiákpuszta mellett halad el, a kis településrész nyugati szélén, majd 2,2 kilométer után eléri a város fürdőtelepét. Előbb a Thermál utca, majd 3,5 kilométer után a Petőfi Sándor utca nevet viseli. A 4+400 kilométerszelvénye környékén beletorkollik kelet felől a 7521-es út, Zalakomár Kiskomárom városrésze irányából; onnan a folytatása a Fő út nevet viseli, addig, ameddig – az 5+300 kilométerszelvénye közelében – ki nem lép a város belterületéről.
6,3 kilométer után lép át Garabonc területére, onnét szinte azonnal ismét házak között halad. A 6+400 kilométerszelvénye közelében kiágazik belőle nyugat felé a 75 121-es út, ami a zsákfalunak tekinthető Zalamerenye központjába vezet. Garabonc központjában a Fő utca néven húzódik, majd miután a 8. kilométere táján két kisebb iránytörése lesz és keresztez egy patakot, Kisrada településrészen húzódik tovább, Kossuth utca néven. Csak 9,5 kilométer után hagyja el teljesen Garabonc lakott részeit és néhány lépéssel arrébb már Nagyrada területén halad.
10,6 kilométer megtétele előtt éri el Nagyrada legdélebbi házait, ahol a Kossuth Lajos út nevet viseli. 11,6 kilométer után lép ki a község házai közül, 12,5 kilométer után pedig Zalaszabar területére lép át. A 12+900 kilométerszelvénye táján keresztezi a Szabari-patakot, és nem sokkal ezután beér a község házai közé, ott a Deák Ferenc utca nevet viseli. A központban, kevéssel a 13+600 kilométerszelvénye előtt kiágazik belőle délnyugat felé a 7525-ös út, majd 14,2 kilométer után kilép Zalaszabar belterületéről. 15,2 kilométer után eléri Esztergályhorváti határát, onnantól egy darabig a két község határvonalát kíséri, így találkozik, a 15+400 kilométerszelvénye táján a 7512-es úttal, amely Zalavárról indul és itt ér véget bő 5 kilométer után.
A 15+750 kilométerszelvénye táján lép csak teljesen Esztergályhorváti területére, ahol 17,3 kilométer után áthalad Bárándpuszta településrészen; a 17+500 kilométerszelvénye táján keresztezi a Bárándi-patakot, a 17+600 kilométerszelvényénél pedig kiágazik belőle a 7526-os út. 19,5 kilométer megtétele után éri el a település központját, előbb a község déli részén halad végig, Deák Ferenc utca nevet viselve, majd a 20+400 kilométerszelvénye előtt keresztez egy patakot és kiágazik belőle nyugat felé a 75 122-es út, amely a különálló Nagyhorváti településrészre vezet.
A folytatásban az út neve Arany János utca, így halad egészen a 21+300 kilométerszelvényig. Ahol elfogynak az út két oldaláról a házak, ott rögtön át is lép Zalaapáti területére; 22,6 kilométer után éri el ez utóbbi település házait, ott a Vörösmarty Mihály utca nevet viseli. A 75-ös főútba beletorkollva ér véget, nagyjából annak 11. kilométerénél, a település központjában. Utóbbiból alig néhány lépésre ágazik ki a 7352-es út, ugyanígy az északi irányt követve, az tehát ily módon a 7522-es egyenes folytatásának tekinthető.
Teljes hossza, az országos közutak térképes nyilvántartását szolgáló kira.gov.hu adatbázisa szerint 23,185 kilométer.

## Története
A kis-balatoni térség nagy kiterjedésű vízjárta területeinek nyugati peremén évszázadokkal ezelőtt is létezett már út, erre utal, hogy Karos (Zalakaros) már 1270-ben hídvámszedési jogosultsággal bírt, a vámhely a Kis-Balatonba nyugat felől beömlő Merenye-patak hídjánál volt. Egy másik forrás az 1276-os évből említi az itteni hídvámot, mint olyat, aminek a tarifája is ismert.

## Hídjai
Három jelentősebb hídja van, ezek az alábbiak.
- az 1,181-es kilométerszelvényénél a zalakarosi Határárok-híd, mely 1962-ben épült, monolit vasbetonlemez szerkezettel, nyílásköze 9,2 méter, teljes szerkezeti hossza 10,6 méter;
- a 6,206-os kilométerszelvényénél a zalakarosi Gardona-patak-híd, mely 1973-ban épült, fordított T tartós szerkezettel, nyílásköze 9,3 méter, teljes szerkezeti hossza 10,4 méter;
- a 12,531-es kilométerszelvényénél egy időszakos vízfolyás feletti híd Nagyradánál, mely 1879-ben épült, kő/tégla boltozatként, nyílásköze 3,1 méter, teljes szerkezeti hossza 4,0 méter.[2]